# パストラール
パストラール（英語：pastorale）またはパストラーレ（ドイツ語：Pastorale）は、牧歌的な性格を持った音楽を指し、次の二つに大別できる。
- 羊飼いの音楽を模した、器楽曲あるいは声楽曲。
- 16世紀の田園劇。

バロック音楽においてパストラールとは、イタリアのピッフェラーリによる伝統的なクリスマス音楽を連想させる、バスのドローンに合わせて奏でられる牧歌的な旋律をいう。このようなパストラールは通常6/8拍子か12/8拍子を採る。有名なパストラールに、コレッリの《クリスマス協奏曲》作品6-8、ヴィヴァルディの《四季》より「春」の終楽章、ヘンデルの《メサイア》のピッファロ楽章、バッハのオルガン曲《パストレッラ》BWV.590より第1楽章といった例がある。アレッサンドロ・スカルラッティのクリスマス・オラトリオには、パストラール楽章が含まれており、息子のドメニコ・スカルラッティはパストラール様式のソナタをいくつか遺した。
なお、早くも16世紀において、ビクトリアがモテット《おゝ、大いなる神秘（ラテン語：O magnum Mysterium）》の後半部分（「アレルヤ」を連呼する箇所）でパストラールを用いている。